# Anton Bubnow
Anton Bubnow (tiếng Belarus: Антон Бубноў; tiếng Nga: Антон Бубнов; sinh 23 tháng 11 năm 1988) là một cầu thủ bóng đá Belarus. Hiện tại, anh thi đấu cho Isloch Minsk Raion.

## Sự nghiệp
Sinh ra ở Slonim, Bubnow bắt đầu chơi bóng ở hệ thống trẻ FC MTZ-RIPO. Anh gia nhập đội chính (bây giờ là FC Partizan Minsk) và ra mắt tại Giải bóng đá ngoại hạng Belarus năm 2007.
Bubnow từng đá cho Belarus tại Giải bóng đá U-17 vô địch châu Âu 2005.

## Danh hiệu
MTZ-RIPO Minsk
- Vô địch Cúp bóng đá Belarus: 2007–08